# Formation McMurray
Pour les articles homonymes, voir McMurray.

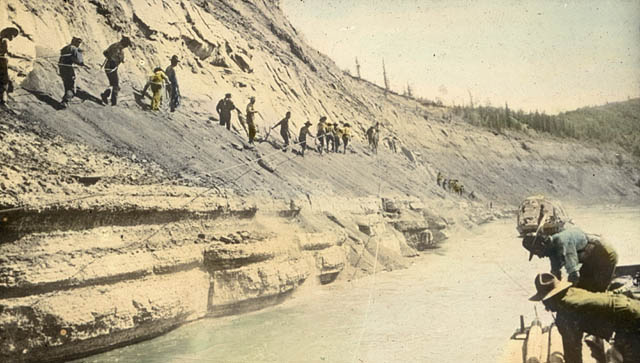
Formation McMurray sur les rives de la rivière Athabasca.

La formation McMurray est une unité stratigraphique de l'époque du Crétacé inférieur (du Barrémien à Aptien) située dans le bassin sédimentaire de l'Ouest canadien dans le nord-est de l'Alberta, au Canada. Elle tire son nom de Fort McMurray et a été décrite pour la première fois dans les affleurements rocheux exposés le long des rives de la rivière Athabasca, à cinq kilomètres au nord de Fort McMurray, par F.H. McLearn en 1917. C'est un exemple bien étudié de sédimentation fluviale à estuarienne.